# Stephen Glass
Stephen Glass (15 settembre 1972) è un giornalista statunitense.
Molto noto nella seconda metà degli anni novanta, cadde in disgrazia in seguito alla scoperta che la maggior parte dei suoi scoop giornalistici per il The New Republic erano in realtà inventati di sana pianta, e per questo fu licenziato. La storia dell'ascesa e della caduta di Glass è raccontata nel film del 2003 L'inventore di favole.

## Biografia
Stephen Glass crebbe a Chicago (Illinois). Frequentò l'università della Pennsylvania, dove fu il direttore esecutivo del The Daily Pennsylvanian, il giornale studentesco. Laureatosi nel 1994, giunse presto agli onori della cronaca iniziando a scrivere articoli nel 1995 per il settimanale The New Republic all'età di soli 23 anni. Coniugava il suo lavoro a tempo pieno per il The New Republic, scrivendo occasionalmente pezzi anche per altre riviste quali Policy Review, George, Rolling Stone e Harper's.

### Lo scandalo delThe New Republic
Lo scandalo, che avrebbe sconvolto la vita di Glass e avrebbe per sempre cambiato il mondo del giornalismo, non scoppiò all'improvviso, ma avvenne gradualmente, visto che vi erano già stati alcuni campanelli d'allarme sull'attendibilità del giovane giornalista. Nel 1997 Joe Galli del College Republican National Committee e David Keene dell'American Conservative Union, scrissero una lettera al New Republic con la quale accusavano Glass di aver inventato il suo articolo "Spring Breakdown" (Festa di primavera), nel quale il giornalista scrisse dell'ipocrisia dei giovani delegati repubblicani, dediti all'alcool, alla droga e alla prostituzione, e del tutto indifferenti al convegno del partito tenutosi nel 1997.
Nel Marzo dello stesso anno, la D.A.R.E. (un programma di educazione internazionale contro l'abuso di droga) accusò Glass di menzogne per l'articolo "Don't you D.A.R.E." (Non osare. Titolo ad effetto grazie ad un gioco di parole con il nome dell'associazione).
In un articolo del dicembre 1996 chiamato "Hazardous to your mental health" (Rischioso per la vostra salute mentale), Glass si scagliò contro il Center for Science in the Public Interest. L'articolo portò alla stesura di una lettera da parte del Centro nella quale si accusava Glass di inaccortenza, distorsioni e addirittura di plagio.
Infine l'articolo del giugno 1997 "Peddling poppy" (Spacciando l'oppio), nel quale Glass parlò di una conferenza tenutasi alla Hofstra University in cui intervenne l'ex Presidente USA George H. W. Bush, portò ad una lettera scritta dai responsabili dell'ateneo alla rivista di Glass nella quale si rimarcavano gli errori del giornalista.
In seguito il proprietario della rivista Martin Peretz avrebbe ammesso che sua moglie ebbe modo di dirgli che trovava gli articoli di Glass incredibili e che aveva smesso di leggerli.
Ad ogni modo il New Republic continuava a supportare il giovane Glass e il suo lavoro, ed addirittura il direttore della rivista Michael Kelly scrisse una durissima lettera al C.S.P.I. apostrofandoli come bugiardi, e chiedendo pubbliche scuse per Glass.
Stephen Glass fu infine scoperto nel maggio 1998. La storia che portò alla fine della sua carriera apparve sul New Republic il 18 maggio 1998, col titolo di "Hack Heaven" (Paradiso degli hacker), nella quale Glass raffigurò fatti che per la loro natura apparivano quasi usciti da un film. Glass scrisse il pezzo parlando in prima persona, dando cioè come l'impressione che la scena si svolgesse davanti a lui. L'articolo così iniziava:
Ian Restil, un hacker di 15 anni che sembra più una versione adolescente di Bill Gates, fa i capricci. "Voglio più soldi. Voglio una Mazda. Voglio un viaggio a Disney World. Voglio il primo numero dei fumetti di X-Men. Voglio un abbonamento a vita a Playboy, e poi a Penthouse. Fatemi vedere i soldi! Fatemi vedere i soldi!"...
In pratica Glass scrisse di un ragazzino che era riuscito ad infiltrarsi nella rete informatica di una grossa azienda produttrice di software della California, la Jukt Micronics, e che i dirigenti di tale società, stupiti dalla sorprendente bravura del ragazzo, lo avevano addirittura assunto per garantire la sicurezza del sistema informatico dell'azienda.
Subito dopo la pubblicazione di "Hack Heaven", il giornalista di Forbes.com Adam Penenberg, lo lesse ed iniziò a fare delle ricerche. Non riuscì a trovare nemmeno una prova che la Jukt Micronics o qualcuno delle persone menzionate nella storia esistessero davvero. Quando Penenberg e Forbes ne parlarono con il New Republic, Glass si giustificò affermando di essere stato ingannato dalle sue fonti. Tuttavia il direttore del New Republic, Charles "Chuck" Lane, avendo già dei sospetti, fece a sua volta ricerche e chiese a Glass di accompagnarlo nei luoghi dove, secondo il giornalista, si erano dovuti svolgere i fatti, l'Hyatt Hotel di Bethesda (dove secondo il racconto di Glass Restil si sarebbe incontrato con i dirigenti della Jukt), e la sala conferenze dove Restil partecipava ad un convegno di hacker. Glass aveva descritto i dettagli dell'incontro e insistette con Lane che la storia era reale, tuttavia Lane scoprì che la sala conferenze era chiusa il giorno in cui Glass aveva ambientato la storia. Inoltre Lane chiamò un numero telefonico di Palo Alto in California datogli da Glass che avrebbe dovuto corrispondere al Presidente della Jukt Micronics. Lane effettivamente parlò con un uomo che si presentò come George Simms, Presidente del gruppo informatico. Quando poi Lane scoprì, grazie ad un altro giornalista del New Republic, che Glass aveva un fratello alla Stanford University a Palo Alto, da dove "Simms" aveva chiamato, capì che Glass aveva chiesto al fratello di fingersi Simms. A questa scoperta seguì l'immediato licenziamento di Glass. Un'inchiesta interna del New Republic rivelò che Glass aveva creato un sito web civetta, e un falso numero telefonico attraverso i quali Glass faceva condurre le ricerche della veridicità degli articoli che scriveva.
Il New Republic in seguito rivelò che almeno 27 dei 41 articoli scritti da Glass per la rivista erano in parte o completamente falsi. Alcuni come "Don't you D.A.R.E." erano un mix di vero e falso, mentre altri come "Hack Heaven" erano completamente inventati. Dei rimanenti 14 articoli, Lane disse in seguito: "Infatti, ci scommetterei che anche molto di quanto raccontato negli altri quattordici sia falso. Probabilmente stiamo garantendo la veridicità di quei quattordici, ma probabilmente sono falsi". Anche Rolling Stone, George e Harper's in seguito condussero attente ricerche sugli articoli scritti per loro da Glass, ma non trovarono nulla di compromettente, solo George scoprì che Glass aveva falsificato delle citazioni in un pezzo scritto per loro, e si scusò con i lettori e gli interessati.
Alcuni dei più famosi commentatori americani giudicarono la scoperta dei falsi di Glass come una pietra miliare nella storia del giornalismo on-line, essendo il pezzo di denuncia dei falsi di Glass apparso sul sito web di Forbes.

### Dopo il giornalismo
Dopo il suo licenziamento e la fine della sua carriera di giornalista, Stephen Glass si è laureato in legge alla Georgetown University. Nel 2003 pubblicò il suo romanzo autobiografico "The Fabulist". Intervistato da Steve Kroft per il famoso programma giornalistico della CBS 60 Minutes, disse "Volevo che loro pensassero che io fossi un buon giornalista, una brava persona. Volevo che loro amassero le mie storie così avrebbero amato me". Sempre nel 2003, Glass è tornato brevemente al giornalismo scrivendo un articolo per Rolling Stone sulle leggi sull'uso di marijuana in Canada.
Glass attualmente vive a Los Angeles e sta lavorando come assistente legale per uno studio giuridico della città.
L'ordine degli Avvocati dello Stato della California ha respinto ripetutamente la richiesta di ammissione all'Ordine presentata da Glass, ed ha presentato ricorso contro il provvedimento di un giudice che invece dichiarava l'ammissibilità di Glass. Nel 2012, la Corte Suprema della California ha dichiarato la propria competenza a decidere su tale ricorso e sull'eventuale possesso dei requisiti morali per l'abilitazione di Glass all'esercizio della professionale di avvocato, pronunciandosi nel 2014 (con verdetto unanime) a sfavore della richiesta di Glass.

## Media
La storia di Glass è stata efficacemente raccontata nel film L'inventore di favole (Shattered Glass in inglese, giocando sul significato del cognome del giornalista "vetro", quindi "vetro in frantumi"). Stephen Glass è stato interpretato da Hayden Christensen.

## Opere
- Glass, Stephen. The Fabulist (2003). Simon and Schuster, 352 p.  ISBN 0-7432-2712-3